# Isabella Bozicevic
Isabella Bozicevic (Gold Coast, 12 novembre 2001) è una tennista australiana.

## Carriera
Isabella Bozicevic non ha vinto titoli nel circuito ITF in carriera. Il 24 giugno 2019 ha raggiunto il best ranking mondiale nel singolare, nr 845; il 18 novembre 2019 ha raggiunto il miglior piazzamento mondiale nel doppio, nr 437.
Ha fatto il suo debutto al Sydney International 2022, partecipando nel doppio in coppia con Alexandra Osborne, uscendo sconfitte al primo turno dal team composto da Ekaterina Aleksandrova e Natela Dzalamidze.
Sua cugina è la tennista professionista Ajla Tomljanović.

## Statistiche ITF

### Doppio

#### Sconfitte (2)
| Torneo $100.000 (0) |
| Torneo $80.000 (0)  |
| Torneo $60.000 (0)  |
| Torneo $25.000 (1)  |
| Torneo $15.000 (1)  |

| N. | Data           | Torneo                          | Superficie  | Compagna           | Avversarie in finale              | Score            |
| 1. | 8 giugno 2019  | Fergana Challenger, Fergana     | Cemento     | Ksenija Laskutova  | Nigina Abduraimova Berfu Cengiz   | 6–4, 1–6, [3–10] |
| 2. | 27 luglio 2019 | Aamulehti Tampere Open, Tampere | Cemento (i) | Anastasia Kulikova | Polina Bachmutkina Noel Saidenova | 2-6, 3-6         |